# Leptura-Maulbrüter
Der  Leptura-Maulbrüter (Xenotilapia leptura, Syn.: Asprotilapia leptura) ist eine afrikanische Buntbarschart, die endemisch im ostafrikanischen Tanganjikasee vorkommt.

## Merkmale
Der Leptura-Maulbrüter ist langgestreckt, seitlich abgeflacht und kann eine Maximallänge von 11 cm erreichen. Der Kopf ist abgerundet, mit dem unterständigen Maul ähnelt er dem der Labeotropheus-Arten aus dem Malawisee. Die Kiefer sind mit zwei Reihen schmaler Zähne mit schlanken Schäften und dreispitzigen Kronen besetzt. Der Schwanzstiel ist ausgesprochen lang. Die Schwanzflosse ist gegabelt. Die Rückenflosse hat 14 Hartstrahlen, die Afterflosse drei, wie die der meisten anderen Buntbarsche. In einer mittleren Längsreihe auf den Körperseiten zählt man 38 Schuppen.

## Lebensweise
Der Leptura-Maulbrüter lebt in großen Schwärmen an den Felsenufern des Tanganjikasees und ernährt sich von Fadenalgen und einzelligen Algen. Die Fische sind Maulbrüter, die im Schwarm zusammen ablaichen. Ein Gelege umfasst 20 bis 25 Eier.
Gruppen von mehreren hundert maulbrütenden Weibchen sind dabei beobachtet worden wie sie sich senkrecht, mit dem Kopf nach oben oder nach unten, an großen Felsen schmiegten.

## Systematik
Der Leptura-Maulbrüter wurde erstmals im Jahr 1901 durch den belgisch-britischen Ichthyologen George Albert Boulenger unter dem wissenschaftliche Namen Asprotilapia leptura beschrieben und blieb die einzige Art der Gattung. Zwei Untersuchungen über die innere Systematik der Gattung Xenotilapia zeigten, dass diese paraphyletisch ist, wenn Asprotilapia nicht mit Xenotilapia synonymisiert wird. Der Leptura-Maulbrüter wird deshalb heute meist als Xenotilapia leptura geführt. Gemeinsames Merkmal der erweiterten Gattung Xenotilapia sind vier Augenringknochen (Infraorbitalia) von denen der vorderste nicht den verlängerten zweiten Augenringknochen überlappt und vier oder fünf sensorische Poren hat.

## Quelle
- Pierre Brichard: Das Große Buch der Tanganjika Cichliden. Mit allen anderen Fischen des Tanganjikasees. Bede Verlag GmbH. 1995, ISBN 978-3927997943, Seite 276–277.